# Картины из кофе
Картины из кофе, Кофе-Арт — (англ. Coffee art, Coffee painting, Arfé) — техника изобразительного искусства, использующая кофе как краску. При разбавлении кофе водой создается эффект легкости, воздушности и тонкости тоновых переходов. Кофе-Арт совмещает особенности живописи и графики. Термин «Coffee art», который впоследствии стал общеупотребимым термином во всем мире, был введен американскими художниками Эндрю Сор и Энджел Саркела-Сор, работающими в этой технике.

## Техника и художественные особенности
Основой для картины из кофе может служить как бумага, так и холст. Чтобы начать картину на листе бумаги, его необходимо предварительно натянуть на стиратор или подрамник. Но существует и более простой способ: лист бумаги кладется на любую горизонтальную поверхность и натягивается на неё с помощью малярного или обычного скотча, захватывая им примерно 1-2 сантиметра каждого края листа бумаги.
Связующим веществом для кофе служит вода.
Разнообразие в оттенках картины достигается с помощью разницы в количестве кофе и воды на кисти — чем больше воды и меньше кофе на кисти, тем светлее оттенок и чем меньше воды и больше кофе — тем темнее оттенок. Вместе с тем под рукой должна быть небольшая ёмкость с чистой водой. Создание картины из кофе представляет собой послойный процесс — последующий слой кофе наносится после полного высыхания предыдущего. Каждый художник, работающий в технике Кофе-Арт, отмечает, что создавать картину при помощи кофе куда сложнее, чем создавать картину при помощи традиционных материалов, например таких как, масло, акварель, пастель, гуашь и т. д.
Текстура законченной картины у каждого художника разнообразна и зависит от процедуры и способа приготовления самого кофе, которые практически каждый художник держит в секрете.

## История возникновения
Рисовать с помощью кофе — старинное искусство, которое изначально больше походило на абстракционизм. Мелко перетертые зерна кофе смешивались с небольшим количеством воды и клеящегося вещества в маленькой ёмкости. Затем эта смесь выливалась на лист бумаги, который поворачивали под разными углами, тем самым давая кофе растекаться в загадочные абстрактные формы.
В конце 90-х Кофе-Арт становится более самостоятельной, совершенной техникой, позволяя передавать любые зрительные образы. С 2010 года рисование с помощью кофе сделалось популярным видом досуга для непрофессионалов: распространению этого развлечения особенно способствовали публиковавшиеся видео на YouTube от имени художников профессионалов Кофе-Арт, показывающих и иллюстрирующих своё мастерство.
Кроме того, популярность Кофе-Арт возросла и в связи с уникальностью его эффектов — никакой другой материал не обладает такой необычной глянцевой поверхностью и чарующим притягательным ароматом.